# Kościół Wniebowzięcia Matki Bożej w Saint-Tropez
Kościół Wniebowzięcia Matki Bożej w Saint-Tropez (fr. Église Notre-Dame-de-l'Assomption de Saint-Tropez) – rzymskokatolicki kościół parafialny we francuskiej miejscowości Saint-Tropez, w departamencie Var.

## Historia
Budowa kościoła rozpoczęła się w XVII wieku i trwała aż do 1784. Istniejący kościół stanął na miejscu wcześniejszego, pochodzącego z XI wieku. W 1820 został konsekrowany przez arcybiskupa Aix-en-Provence, Pierre-Ferdinanda de Bausset-Roqueforta. W lipcu 1981 obiekt został sklasyfikowany jako monument historique. 

## Architektura
Kościół zbudowany został w stylu włoskiego baroku. Trzynawowe wnętrze składa się z nawy głównej, dwóch naw bocznych o sklepieniach łukowych oraz prezbiterium (chóru) zwieńczonego absydą. Po jego prawej stronie znajduje się dzwonnica, wzorowana na włoskich kampanilach. Nawy boczne wzmocnione są na zewnątrz łukami przyporowymi. Fasada kościoła wykonana jest z białego wapienia i zwieńczona frontonem na dwóch kolumnach. Kontrastuje z kolorystyką pozostałych ścian świątyni i wieży w kolorach ochry i sjeny. 
Wnętrze kościoła udekorowane jest obrazami, ołtarzami i posągami świętych pochodzącymi głównie z XVIII wieku. Z tego samego okresu pochodzi bogato zdobiona drewniana ambona oraz konfesjonał. Pośrodku chóru znajduje się marmurowy ołtarz. W kościele znajduje się także m.in. popiersie św. Torpesa, patrona Saint-Tropez, które niesione jest ulicami miasta w corocznej procesji (procession de la bravade) między 16 a 18 maja.